# Carte Oùra

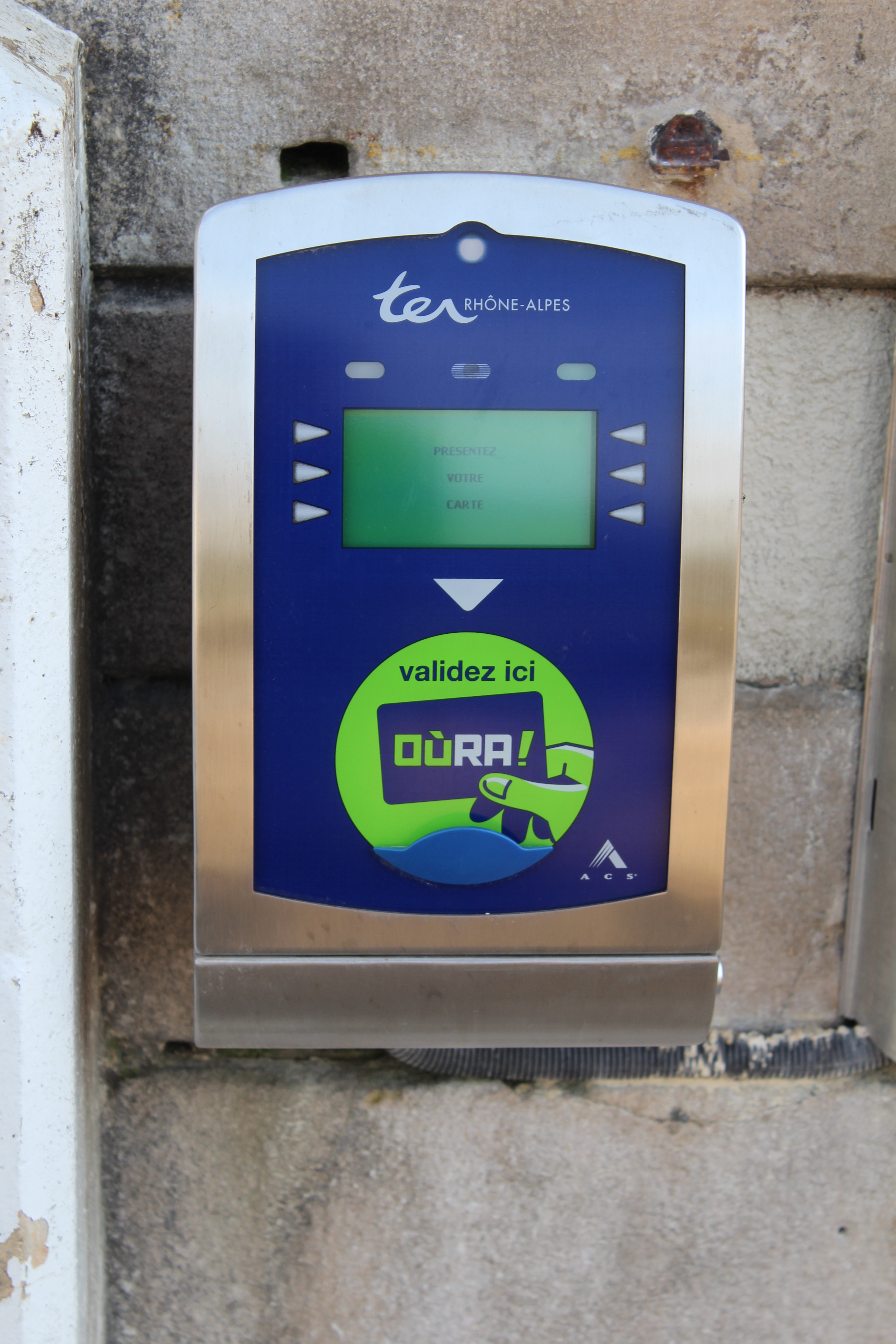
Validateur Oùra de première génération à la gare de Pont-de-Veyle.

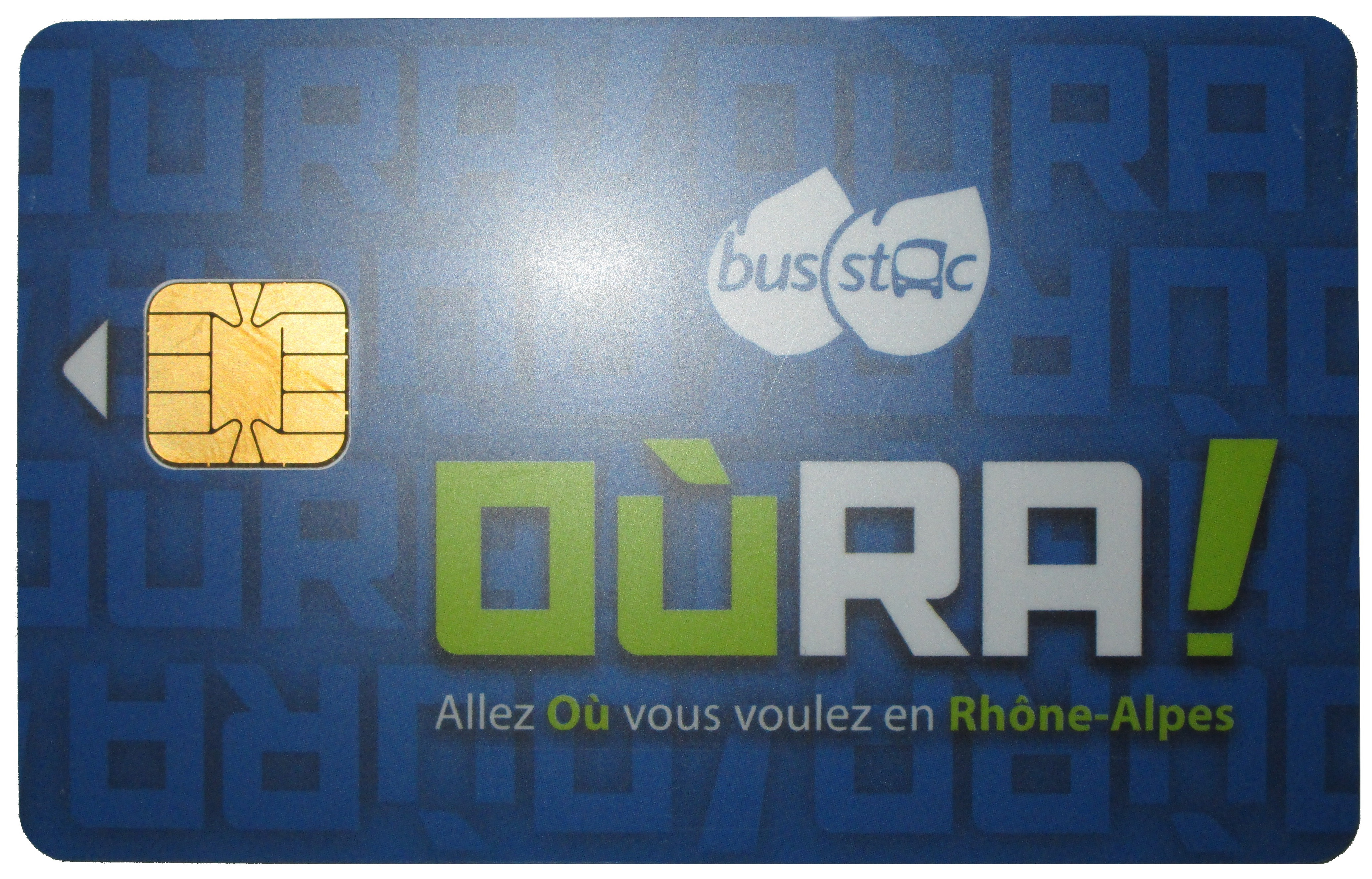
Carte OùRA (première génération) !

Le projet Oùra désigne à la fois un titre de transport, qui consiste en une carte à puce intégrant un circuit RFID, un calculateur d'itinéraires intermodal, initialement à l'échelle de la région Rhône-Alpes puis Auvergne-Rhône-Alpes à la suite de la réforme de 2015, et un portail d'information et de vente de titres.
La carte permet d'emprunter les trains du réseau TER Auvergne-Rhône-Alpes ainsi que certains réseaux urbains de la région (TCL, M réso, STAS, Citéa, Synchro Bus, TPG, etc.) moyennant un abonnement. Avec l'agrandissement de la région, les habitants de l'ancienne région Auvergne bénéficient de ces outils.
Auparavant gratuite, la carte est, depuis le 1er novembre 2016, commercialisée à partir de 5 €.

## Histoire

### Contexte et origine du projet
Le projet de création d'un titre de transport intermodal unifié sur le territoire de la région Rhône-Alpes trouve son origine dans la grande disparité des tarifications entre les différentes autorités organisatrices de transport de la région. On compte alors 8 autorités départementales et plus d'une vingtaine d'autorités organisatrices de transport urbain. Cette multiplicité d'autorité est un frein au déploiement d'une tarification intermodale à l'instar de ce qui se fait en région Île-de-France.
Les objectifs de cette billettique unifiée sont :
- Développer une offre multimodale grâce à un support standardisé compatible entre le réseau régional, les réseaux départementaux et les réseaux urbains permettant ainsi la mise en œuvre de tarifications combinant ces différents réseaux ;
- Bénéficier d’un outil de pilotage du réseau grâce aux données de vente et d’usage du réseau ;
- Développer de nouveaux services au voyageur comme des parcs relais.

### Mise en œuvre du projet
L'équipement du réseau TER Rhône-Alpes est estimé à 25 millions d’euros dont près de 18 millions à charge de la région Rhône-Alpes, le reste étant pris en charge par la SNCF, ces coûts n’incluant pas les coûts d’équipement sur les autres réseaux partenaires de ce projet.
Le déploiement de cette carte a nécessité l’adaptation du réseau de distribution des titres de transports TER incluant 500 guichets de vente SNCF, 30 boutiques SNCF et 200 distributeurs de billets régionaux, la fourniture de 1 000 valideurs dans les gares et de 200 autres dans les autocars, ainsi que les équipements nécessaires au contrôle à bord des trains et des autocars, soit 2 200 appareils. La mise en place de la billettique a nécessité le développement d’un système informatique permettant de disposer de données d’usage sur le réseau régional.

### Chronologie
Chronologie du projet :
- novembre 2003 : la région décide de la mise en place de la billettique interopérable ;
- 2004 : définition et rédaction de la Charte d’interopérabilité billettique ;
- 18 avril 2005 : signature de la Charte d’interopérabilité billettique par 25 autorités organisatrices de transport[3],[4] ;
- avril 2005 : présentation officielle de la future carte, qui prend alors le nom « Carte Oùra » ;
- fin 2005 : déploiement de la carte sur le réseau TAG de Grenoble ;
- 2006 : déploiement sur l’aire urbaine de Lyon et création du « Pass Oùra » sur l'agglomération stéphanoise[5] ;
- 2007 : déploiement sur les bassins de Valence et Chambéry et le département du Rhône, création des abonnements combinés « TER + TCL » et « Intégral TER + TCL » et des « Navettes Oùra » dans le Rhône[5] ;
- septembre 2008 : déploiement complet de la carte sur le réseau TER Rhône-Alpes, avec la couverture de l’Ain, de l'Ardèche, de la Savoie et de la Haute-Savoie[4], création des abonnements combinés « TER + TAG » et des « Navettes Oùra » dans l'Ain[5] ;
- 2009 : création des abonnements combinés « TER + CTAV », « TER + Unireso » et « TER + TCL + TAG »[5] ;
- 2010 : création des abonnements combinés « TER + STAS », « TER + TCL + STAS » et remplacement du Pass Oùra par l'abonnement « Intégral TER + STAS »[5] ;
- été 2010 : déploiement sur le réseau interurbain de la Drôme et le réseau Citéa de Valence[5] ;
- fin 2010 : déploiement sur le réseau interurbain de l'Ardèche[5] ;
- début 2011 : déploiement sur les réseaux Transisère du département de l'Isère, L'va de Vienne, Ruban de Bourgoin-Jallieu, et Transports du Pays voironnais de Voiron[5] ;
- 1er février 2013 : déploiement sur le réseau TIL de la Loire[6] ;
- 20 août 2013 : création des abonnements « T-libr » avec le syndicat mixte des transports pour l'aire métropolitaine lyonnaise[7] ;
- septembre 2013 : déploiement sur le réseau Transports du Grésivaudan de Crolles et environs[8] ;
- 2015 : lancement d'un calculateur d'itinéraires à l'échelle de la région Rhône-Alpes, remplaçant ainsi l'ancien calculateur Multitud'[9] ;
- 20 mars 2017 : déploiement sur le réseau interurbain des Cars du Rhône et sur le Réseau Libellule de Villefranche-sur-Saône ;
- 1er septembre 2019 : extension à l'ancienne région Auvergne en remplacement de la carte Unikopass[10].
- fin 2019 : lancement de la deuxième génération de cartes OùRA [11]

### T-libr
Mise en place le 20 août 2013 et pilotée par le Syndicat mixte des transports pour l'aire métropolitaine lyonnaise, la tarification « T-libr » est une tarification multimodale s’appuyant sur un découpage zonal. T-libr permet à l’usager d’emprunter les réseaux TER Auvergne-Rhône-Alpes et cars Région Express et un ou plusieurs réseaux de transports urbains (TCL, STAS, L’VA et Ruban) en utilisant comme support la carte Oùra.

## Réseaux partenaires

### Réseaux interurbains
| Réseau                   | Type           | Autorité organisatrice | Titres compatibles OùRA (1re génération) | Titres compatibles OùRA (2e génération) | Année d'adoption   |
| ------------------------ | -------------- | ---------------------- | ---------------------------------------- | --------------------------------------- | ------------------ |
| Léman Express            | Train          | CFF et SNCF (Lémanis)  | Non                                      | Oui                                     | 2019               |
| TER Auvergne-Rhône-Alpes | Train, Autocar | Auvergne-Rhône-Alpes   | Oui                                      | Oui                                     | 2008 (Rhône-Alpes) |
| Cars Région Express      | Autocar        | Auvergne-Rhône-Alpes   | Oui                                      | Oui                                     | 2012               |
| Cars Région Ain          | Autocar        | Auvergne-Rhône-Alpes   | Oui                                      | Non                                     |                    |
| Cars Région Allier       | Autocar        | Auvergne-Rhône-Alpes   | Oui                                      | Oui                                     |                    |
| Cars Région Ardèche      | Autocar        | Auvergne-Rhône-Alpes   | Oui                                      | Oui                                     | 2010               |
| Cars Région Cantal       | Autocar        | Auvergne-Rhône-Alpes   | Oui                                      | Oui                                     |                    |
| Cars Région Drôme        | Autocar        | Auvergne-Rhône-Alpes   | Oui                                      | Non                                     | 2010               |
| Cars Région Isère        | Autocar        | Auvergne-Rhône-Alpes   | Oui                                      | Non                                     | 2011               |
| Cars Région Loire        | Autocar        | Auvergne-Rhône-Alpes   | Oui                                      | Non                                     | 2013               |
| Cars Région Haute-Loire  | Autocar        | Auvergne-Rhône-Alpes   | Oui                                      | Non                                     |                    |
| Les cars du Rhône        | Autocar        | SYTRAL Mobilités       | Oui                                      | Non                                     | 2017               |
| Cars Région Savoie       | Autocar        | Auvergne-Rhône-Alpes   | Oui                                      | Non                                     |                    |
| Cars Région Haute-Savoie | Autocar        | Auvergne-Rhône-Alpes   | Oui                                      | Non                                     |                    |
| Cars Région Puy-de-Dôme  | Autocar        | Auvergne-Rhône-Alpes   | Oui                                      | Oui                                     |                    |

### Réseaux urbains
| Réseau                   | Type    | Autorité organisatrice                                                        | Titres compatibles OùRA (1re génération) | Titres compatibles OùRA (2e génération) | Année d'adoption |
| ------------------------ | ------- | ----------------------------------------------------------------------------- | ---------------------------------------- | --------------------------------------- | ---------------- |
| Aléo                     | Autobus | Moulins Communauté                                                            | Oui                                      | Oui                                     |                  |
| Maélis                   | Autobus | Montluçon Communauté                                                          | Oui                                      | Oui                                     | 2025             |
| Mobivie                  | Autobus | Vichy Communauté                                                              | Oui                                      | Oui                                     |                  |
| RLV Mobilités            | Autobus | Communauté d'agglomération Riom Limagne et Volcans                            | Oui                                      | Oui                                     |                  |
| T2C                      | Autobus | Syndicat mixte des transports en commun de l'agglomération clermontoise       | Oui (non disponible pour le moment)      | Oui                                     |                  |
| SMTUT                    | Autobus | Syndicat mixte des Transports urbains du Bassin thiernois                     | Oui                                      | Oui                                     |                  |
| Trans'Cab                | Autobus | Communauté d'agglomération du bassin d'Aurillac                               | Oui                                      | Oui                                     | 2022             |
| TAM                      | Autobus | Ville d'Ambérieu-en-Bugey                                                     | Oui                                      | Oui                                     |                  |
| SIBRA                    | Autobus | Grand Annecy                                                                  | Oui                                      | Oui                                     | 2020             |
| J'ybus                   | Autobus | Communauté de communes Rumilly Terre de Savoie                                | Oui                                      | Oui                                     |                  |
| TAC                      | Autobus | Annemasse - Les Voirons Agglomération                                         | Oui                                      | Oui                                     | 2019             |
| Tout'enbus               | Autobus | STU Tout'enbus                                                                | Oui                                      | Oui                                     | 2010 ?           |
| T'CAP                    | Autobus | Communauté d'agglomération Privas Centre Ardèche                              | Oui                                      | Oui                                     |                  |
| Babus                    | Autobus | Annonay Rhône Agglo                                                           | Oui                                      | Oui                                     |                  |
| LE BUS                   | Autobus | Arche Agglo                                                                   | Non                                      | Oui                                     |                  |
| TPR                      | Autobus | Communauté de communes Entre Bièvre et Rhône                                  | Oui                                      | Oui                                     |                  |
| Rubis                    | Autobus | Communauté d'agglomération du Bassin de Bourg-en-Bresse                       | Oui                                      | Oui                                     | 2018             |
| Ruban                    | Autobus | Communauté d'agglomération Porte de l'Isère                                   | Oui                                      | Oui                                     | 2011             |
| Synchro Bus              | Autobus | Grand Chambéry                                                                | Oui                                      | Oui                                     | 2016             |
| Ondéa                    | Autobus | Communauté d'agglomération Grand Lac                                          | Oui                                      | Oui                                     |                  |
| TouGo                    | Autobus | SMMAG                                                                         | Oui                                      | Oui                                     | 2013             |
| TAG                      | Autobus | SMMAG                                                                         | Oui                                      | Oui                                     | 2005             |
| TCL                      | Autobus | SYTRAL Mobilités                                                              | Oui                                      | Oui                                     | 2006             |
| Colibri                  | Autobus | Communauté de communes de Miribel et du Plateau                               | Oui                                      | Oui                                     | 2020             |
| Montélibus               | Autobus | Montélimar-Agglomération                                                      | Oui                                      | Oui                                     | 2019 ?           |
| STAR                     | Autobus | Roannais Agglomération                                                        | Oui                                      | Oui                                     | 2016             |
| STAS                     | Autobus | Saint-Étienne Métropole                                                       | Oui                                      | Oui                                     | 2006             |
| Saônibus                 | Autobus | Communauté de communes Dombes-Saône Vallée                                    | Oui                                      | Oui                                     | 2017             |
| Citéa                    | Autobus | Valence Romans Déplacements                                                   | Oui                                      | Oui                                     | 2010             |
| L'va                     | Autobus | Vienne Condrieu Agglomération                                                 | Oui                                      | Oui                                     | 2011             |
| Libellule                | Autobus | SYTRAL Mobilités                                                              | Oui                                      | Oui                                     | 2017             |
| Pays Voironnais Mobilité | Autobus | SMMAG                                                                         | Oui                                      | Oui                                     | 2011             |
| Star't & ÉVA'D           | Autobus | Thonon Agglomération & Communauté de communes Pays d'Évian Vallée d'Abondance | Oui                                      | Oui                                     |                  |
| Proxim'iTi               | Autobus | Syndicat mixte des quatre communautés de communes                             | Oui                                      | Oui                                     |                  |
| Mobi'Vals                | Autobus | Ville de Valserhône                                                           | Oui                                      | Oui                                     |                  |
| Duobus                   | Autobus | Haut-Bugey Agglomération                                                      | Oui                                      | Oui                                     |                  |

## Systèmes comparables
- Carte Navigo, en région Île-de-France
- Carte Pastel, dans l'ancienne région administrative Midi-Pyrénées
- Carte Pass Pass, dans l'ancienne région administrative Nord-Pas-de-Calais puis en région Hauts-de-France
- KorriGo, en région Bretagne
- Zou!, en région Provence-Alpes-Côte d'Azur
- Carte JVmalin en région Centre-Val de Loire